# ميسير-بوغاتي-داوتي
سافران لاندينغ سيستمز (بالإنجليزية: Safran Landing Systems)‏ سابقا ميسير-بوغاتي-داوتي (Messier-Bugatti-Dowty) هي شركة تشارك في تصميم وتطوير وتصنيع ودعم العملاء لجميع أنواع معدات الهبوط والعجلات والفرامل، وهي أكبر مُصنع في العالم لمعدات هبوط الطائرات، وهي شركة تابعة ومملوكة بالكامل لشركة سافران.
وتنقسم مشاريع الشركة إلى وحدتين أعمال:
- إيرباص والبرامج الأوروبية
- بوينغ وبرامج أمريكا الشمالية.

## روابط خارجية
- Messier-Bugatti-Dowty official site
- "British Messier" a 1954 Flight advertisement illustrating the undercarriage supplied for the Bristol Britannia